# Przekroczyć próg nadziei
Przekroczyć próg nadziei – wywiad, w którym Jan Paweł II odpowiada na pytania włoskiego dziennikarza Vittoria Messoriego.
Do czasu wydania Przekroczyć próg nadziei nie było zwyczaju, aby głowa Kościoła katolickiego wydawała pod swoim imieniem osobiste refleksje na temat wiary, historii, kultury i własnego życia. Książka została sprzedana w 20 mln egzemplarzy.

## Tematyka
Jan Paweł II mówi o Kościele, religii, problemach współczesnego świata. Głównym zamiarem Ojca Świętego jest zaproszenie współczesnego człowieka do tego, aby przekroczył próg nadziei, to znaczy wyszedł z obszaru smutku, zwątpienia, agnostycyzmu i wszedł w obszar nadziei, gdzie działa Bóg w Osobie Jezusa Chrystusa. Jan Paweł II jest świadomy rozlicznych zniewoleń i trudności, które nie pozwalają wielu ludziom uczynić tego odważnego kroku. Papież jest wobec nich cierpliwy.

### Chrześcijańska mistyka a buddyzm
Jednym z pytań zadanych papieżowi było zagadnienie buddyzmu, jako systemu zbawczego oraz jego technik medytacyjnych i mistycznych, atrakcyjnych dla ludzi Zachodu. Papież przyznał, że czasem porównuje się doświadczenie nirwany w buddyzmie do kontemplacji chrześcijańskiej, zwłaszcza w odniesieniu do drogi oczyszczenia wiary nauczanej przez Jana od Krzyża. Według Papieża różnica jest w tym, że droga opisywana przez hiszpańskiego Doktora Kościoła nie prowadzi do oderwania od samego siebie, lecz do tego, by zjednoczyć się z osobowym Bogiem. W oświeceniu buddyjskim nie ma mowy o przybliżaniu się do Boga, gdyż buddyzm jest w dużym stopniu systemem ateistycznym. Chrześcijańska droga do zjednoczenia z Bogiem nie dokonuje się jedynie przez oczyszczenie, ale przede wszystkim przez miłość – w życiu wierzącego działa żywy płomień miłości, jak nazwał hiszpański mistyk swoje główne dzieło. Papież stwierdził, że kontemplacja chrześcijańska, do której prowadzi doktryna Jana od Krzyża, dokonuje się na poziomie nadprzyrodzonym, podczas gdy refleksje buddyjskie dotyczą poziomu przyrodzonego, dlatego właściwie mówiąc:

Mistyka karmelitańska zaczyna się w tym miejscu, w którym kończą się rozważania Buddy i jego wskazówki dla życia duchowego.

Opinie papieża na temat buddyzmu spotkały się z krytyką środowisk buddyjskich, zarzucających mu niezrozumienie tematu i przypisywanie buddyzmowi nieprawdziwych poglądów. Zbiór krótkich polemik nauczycieli buddyjskich z tezami przedstawionymi przez papieża został wydany w Polsce jako Przekroczyć próg mądrości.